# Campionati africani di atletica leggera 2018 - Getto del peso femminile
Il concorso del getto del peso femminile ai Campionati africani di atletica leggera di Asaba 2018 si è svolto il 5 agosto allo Stadio Stephen Keshi.

## Risultati
| Class   | Atleta           | Nazione       | #1    | #2    | #3    | #4    | #5    | #6    | Risultati | Note |
| ------- | ---------------- | ------------- | ----- | ----- | ----- | ----- | ----- | ----- | --------- | ---- |
| Oro     | Ischke Senekal   | Sudafrica     | x     | 15.80 | 16.08 | 17.24 | 16.01 | x     | 17.24     |      |
| Argento | Jessica Inchude  | Guinea-Bissau | 15.65 | 16.76 | 16.33 | 16.63 | x     | 15.81 | 16.76     |      |
| Bronzo  | Meike Strydom    | Sudafrica     | 15.47 | 15.08 | 15.21 | 15.44 | 15.62 | 15.99 | 15.99     |      |
| 4       | Salome Mugabe    | Mozambico     | 15.21 | 14.85 | x     | 15.06 | 15.13 | 14.51 | 15.21     |      |
| 5       | Eucharia Ogbukwo | Nigeria       | 14.05 | 14.55 | 13.69 | 14.10 | 14.66 | 13.98 | 14.66     |      |
| 6       | Nkechi Chime     | Nigeria       | x     | 13.36 | 12.77 | 13.87 | 12.97 | 13.49 | 13.87     |      |
| 7       | Zurga Usman      | Etiopia       | 11.57 | 12.42 | x     | 13.28 | x     | 12.46 | 13.28     |      |
| 8       | Amira Sayed      | Egitto        | 11.87 | 12.05 | 11.60 | 12.21 | 12.16 | 11.49 | 12.21     |      |
| 9       | Mariama Keita    | Guinea-Bissau | 10.45 | 10.64 | 10.51 |       |       |       | 10.64     |      |
|         | Sali Nadounké    | Burkina Faso  |       |       |       |       |       |       | dns       |      |